# حسین شیریان
حسین شیریان (۱۳۱۰ – مرداد ۱۳۹۸) کشتی‌گیر ورزش‌های باستانی ایران می‌باشد. او از اعضای مجمع و کانون پیشکسوتان کشتی پهلوانی ایران است. وی را از قدیمی‌ترین ورزشکاران کشتی پهلوانی و زورخانه ای ایران پس از دوره قاجار می‌دانند. از او به عنوان یکی از احیا کنندگان ورزش باستانی در دوران پس از انقلاب نام برده می‌شود.